# Yumemi Kanda
Yumemi Kanda (japanisch 神田 夢実 Kanda Yumemi; * 14. September 1994 in Sapporo) ist ein japanischer Fußballspieler.

## Karriere
Kanda erlernte das Fußballspielen in der Jugendmannschaft von Consadole Sapporo. Hier unterschrieb er 2013 auch seinen ersten Vertrag. Der Verein aus Sapporo spielte in der zweiten japanischen Liga, der J2 League. Für den Verein absolvierte er vier Ligaspiele. 2014 wurde er nach Sagamihara an den Drittligisten SC Sagamihara ausgeliehen. Für Sagamihara stand er zehnmal auf dem Spielfeld. 2015 kehrte er zu Consadole Sapporo zurück. Für den Verein absolvierte er 13 Ligaspiele. 2017 wechselte er zum Ligakonkurrenten Ehime FC. Für den Verein aus Matsuyama absolvierte er 26 Ligaspiele. 2020 wechselte er zum Tokyo 23 FC. Mit dem Klub spielte er viermal in der 	Kanto Soccer League (Div.1). Im Januar 2021 unterschrieb er einen Vertrag beim Drittligisten YSCC Yokohama. Für den Verein aus Yokohama bestritt er 43 Ligaspiele. Anfang Januar 2023 zog es ihn nach Hongkong, wo er einen Vertrag beim Erstligisten Hong Kong Rangers FC unterschrieb.